# Femur (Gliederfüßer)

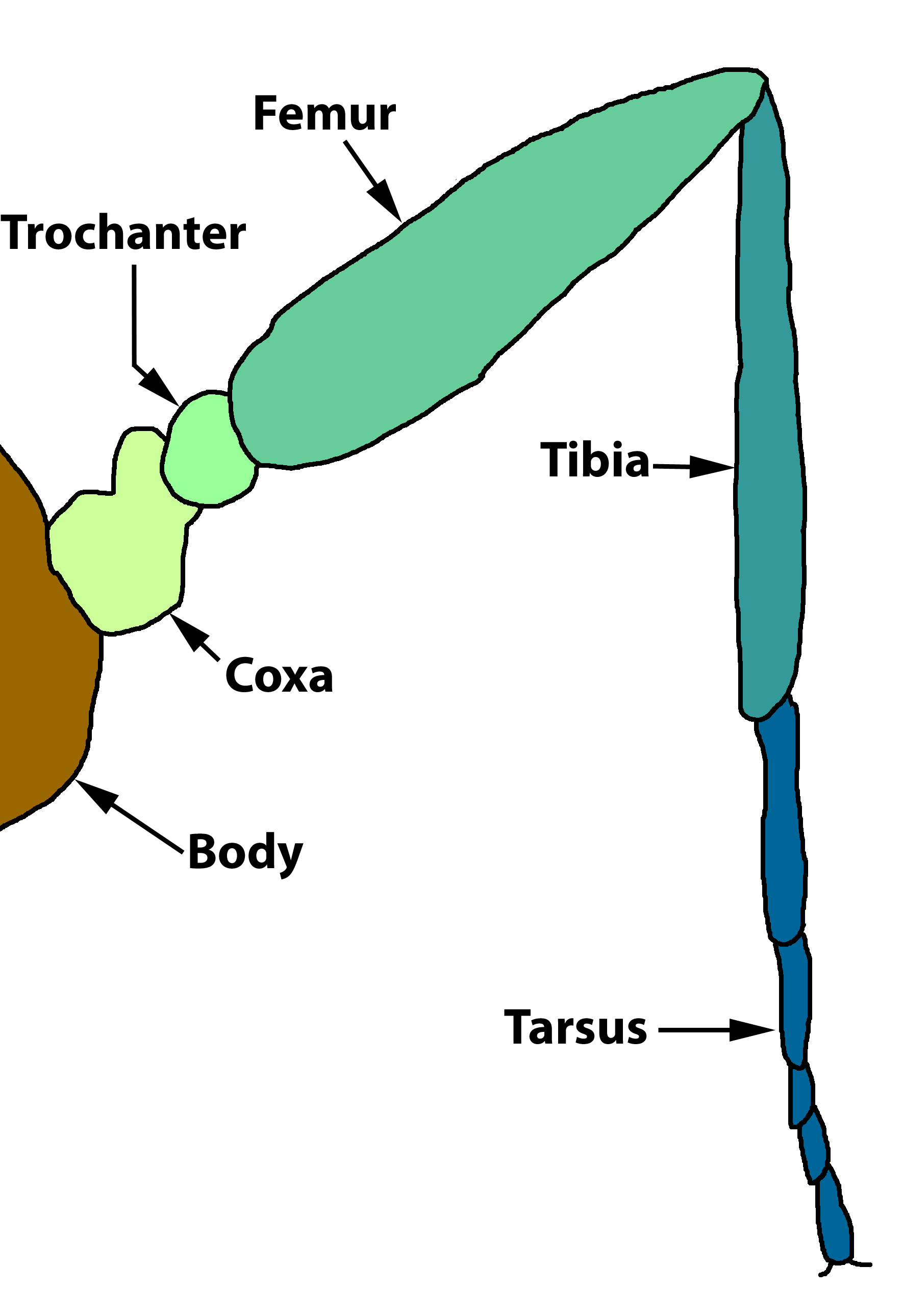
Insektenbein: Das Femur ist das dritte Glied des Beines

Das Femur ist der Schenkel des Beines der Gliederfüßer. Das Femur stellt hier meistens den längsten Beinabschnitt dar und ist mit der Tibia durch ein taschenmesserartiges Scharniergelenk und mit der Hüfte (Coxa) über ein eingeschränktes Kugelgelenk (Nussgelenk) verbunden. 
Das Femur (Plural: Femora) ist das dritte Beinglied (vom Körper her betrachtet) bei den Spinnentieren und den Insekten. Bei Hundertfüßern ist zwischen Coxa und Femur noch ein Präfemur ausgebildet. Bei den Krebstieren werden die einzelnen Beinglieder anders bezeichnet.